# Andreas Geritzer
Andreas Geritzer (Viena, 11 de dezembro de 1977) é um velejador austríaco.

## Carreira
Representou seu país nos Jogos Olímpicos de 2000, 2004, 2008 e 2012, conquistou uma medalha de prata, na classe laser em 2004. 